# Kim Alexis
Kim Alexis (Lockport, 15 luglio 1960) è una supermodella statunitense.

## Biografia
Kim Alexis è stata una delle principali top model degli anni ottanta insieme a Gia Carangi, Carol Alt, Christie Brinkley, Kelly Emberg, Iman e Paulina Porizkova. Nel 1983 divenne la testimonial della linea della Revlon Ultima II, in sostituzione Lauren Hutton. Il successo è durato fino al 2000 dove ha interrotto la sua carriera di top model
Nei primi anni novanta Alexis ha condotto trasmissioni televisive sulla salute su ABC Family e Lifetime, oltre a comparire nel film del 1998 Il genio con Eddie Murphy. Inoltre, la Alexis è anche apparsa insieme a Mike Ditka nell'ultimo episodio di Cheers, One for the Road nel 1993. Dopo il periodo d'oro durato 20 anni, Kim Alexis si dedica alla famiglia. Nel 2002 conduce 700 Club.
Nel 2005, è apparsa nello show del canale VH1 But Can They Sing?, dove alcune celebrità che in passato non hanno mai cantato, devono esibirsi di fronte alle telecamere. Kim Alexis è stata eliminata durante la seconda settimana. Dal 2008 al 2009 ha condotto per varie serate l'evento Annual Tv Land Awards.Dal 2011 al 2012 ha condotto le due stagioni del programma She's got the Look. A inizio 2013 è ospite nel programma Fox and Friends puntata speciale sul capodanno cinese.
Kim Alexis è sposata con l'ex giocatore di hockey sul ghiaccio Ron Duguay, dal quale ha avuto un figlio. Da un matrimonio precedente la Alexis aveva già due figli, mentre Duguay aveva già due figlie da un matrimonio precedente.

## Agenzie
- Ford Models – New York

## Filmografia
- Il commissario Scali (The Commish) – serie TV, episodio 1x17 (1992)
- Cheers – serie TV, episodio 11x25 (1993)
- Body Bags - Corpi estranei (Body Bags), regia di John Carpenter (1993)
- Il genio (Holy Man), regia di Stephen Herek (1998)
- Sunset Beach – soap opera, episodi 1x571-1x572 (1999)